# Groep van Tien (industrielanden)
De Groep van Tien (G-10) verwijst naar een groepering van elf industriële landen die een overeenkomst hebben afgesloten om elkaar, en onder bijzondere omstandigheden ook andere landen, leningen te verstrekken indien de middelen die het IMF  hiervoor ter beschikking heeft ontoereikend worden geacht.
Deze overeenkomst, de General Arrangements to Borrow (GAB), werd in 1962 afgesloten tussen de regeringen van acht IMF-leden (in alfabetische volgorde: België, Canada, Frankrijk, Italië, Japan, Nederland, het Verenigd Koninkrijk en de Verenigde Staten) en de centrale banken van twee andere leden (Duitsland en Zweden). In 1964 werd GAB versterkt door de associatie van Zwitserland. Hierdoor steeg het aantal leden van de groep tot 11, maar er werd besloten de benaming niet te wijzigen.
De leden van de groep beraden samen over economische, monetaire en financiële zaken. Hun ministers voor financiën en gouverneurs van de centrale banken komen meestal één keer per jaar samen in de marge van de herfstvergadering van het interim-comité van het IMF. De gouverneurs van de centrale banken komen tweemaandelijks samen bij de Bank voor Internationale Betalingen (BIB). Verder zijn er nog ad-hoccomités en werkgroepen.
De groep publiceert communiqués en studies over economische en financiële onderwerpen. Deze zijn beschikbaar op de websites van de BIB, het IMF en de OESO. De BIB, de Europese Commissie, het IMF en de OESO zijn waarnemers bij de groep.